# Borzym (Gryfino)
Borzym (deutsch Borin)  ist ein Dorf in der Landgemeinde (Gmina) Gryfino (Greifenhagen) im Powiat Gryfiński (Greifenhagener Kreis) der polnischen Woiwodschaft Westpommern.

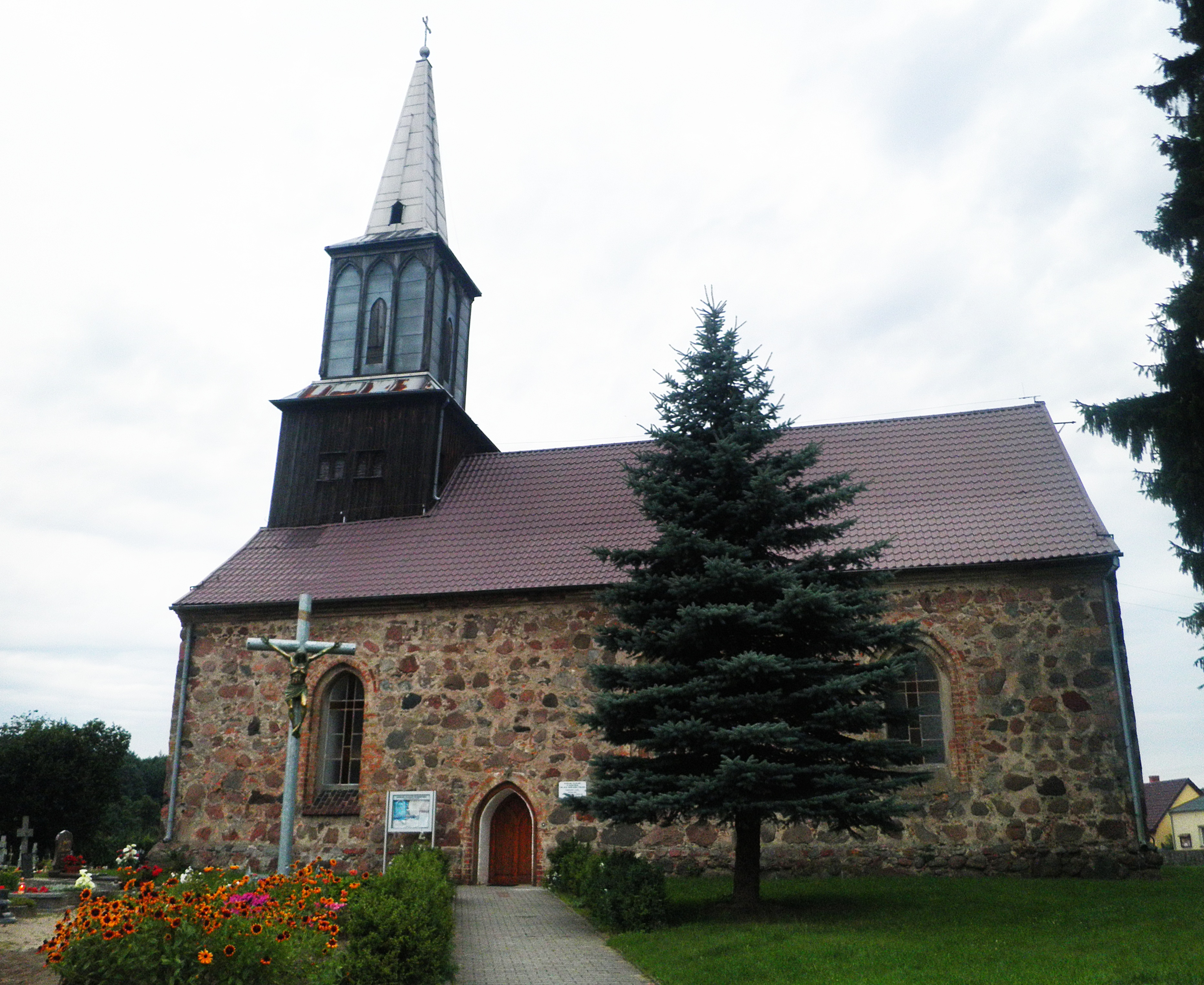
Dorfkirche, bis 1945 Gotteshaus der evangelischen Gemeinde Borin (Aufnahme 2012)

## Geographie
Das Kirchdorf liegt in Hinterpommern, unweit des Flüsschens Thue, am Westufer des sogenannten Langen Sees, etwa 30 Kilometer südlich von Stettin, zwölf Kilometer südöstlich der Stadt Greifenhagen und  elf Kilometer nordnordwestlich von Banie (Bahn).

## Geschichte

Borin, südsüdöstlich des Stettiner Haffs und der Stadt Stettin, rechts der Oder, südwestlich des Madüsees (Madui Lacus) und südöstlich der Stadt Greifenhagen (Griffenhagen) und nordnordwestlich von Bahn (Bahnen), auf der Lubinschen Karte von 1618 (Ausschnitt)

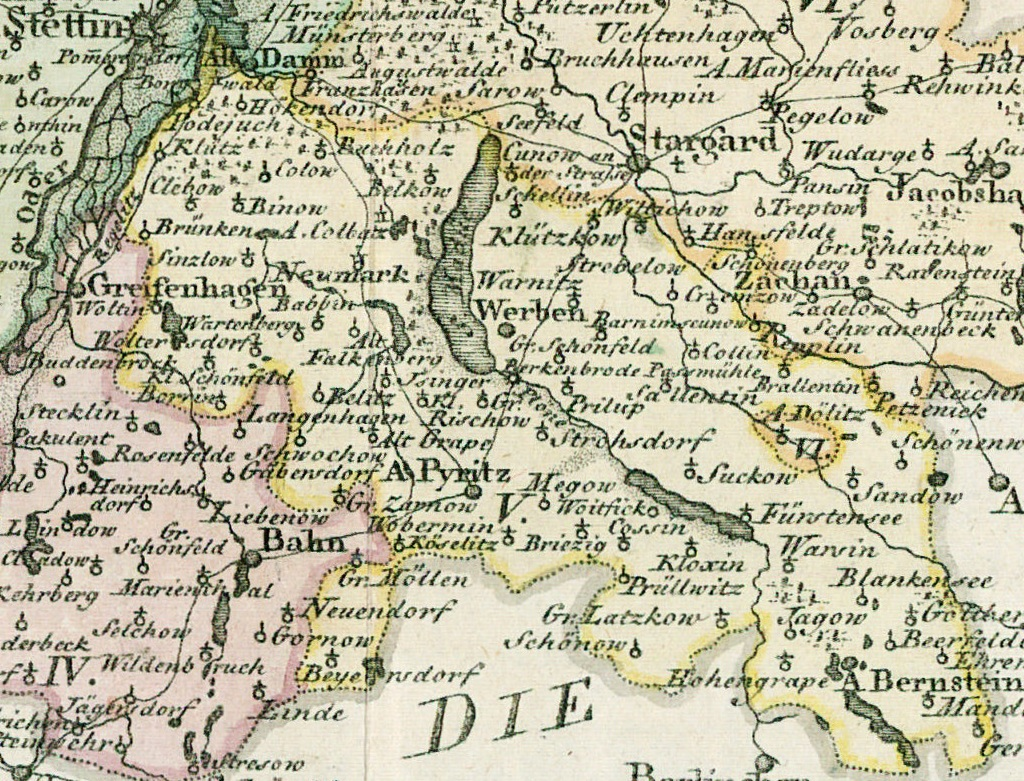
Kirchdorf Borin (Borrin), südöstlich von Greifenhagen und nordwestlich von Pyritz auf einer Landkarte des 18. Jahrhunderts

Nach Berghaus liegt dem Ortsnamen das slawische Wort Bor, für Nadelholzwald, zugrunde, was der hier von alters her verbreiteten  Gemeinen Kiefer zu verdanken sei. Ob sich das Dorf Borin oder Borrin bereits 1226 im Besitz des Klosters Kolbatz befunden hat, wie Brüggemann und Berghaus annahmen, ist ungewiss, da eine aus dem Jahr stammende Bestätigungsurkunde des Herzogs Barnim I. als unecht erkannt wurde. Im Jahr 1282
bestätigten die Markgrafen Otto IV. von Brandenburg und Konrad I. von Brandenburg dem Kloster Kolbatz alle Rechte und Besitzungen, einschließlich Borins, gegen Aufgabe der Rechte desselben auf Arnswalde und Sammenthin. Eine Aufzählung der Dörfer, darunter Borrin, die das Kloster 1345 in Besitz hatte und die einer Urkunde Kaiser Karls IV. entnommen ist, haben Restorff und Berghaus angegeben.
Im 16. Jahrhundert wurden die pommerschen Klostergüter nach der Reformation säkularisiert und als herzogliche Domänenämter vereinigt und verwaltet. Einzelne Gutsbezirke konnten gepachtet werden, aber auch ganze Konglomerate von Gütern von einem Generalpächter. Der statistische Bestand des Rentamtsbezirks Kolbatz nach den Verheerungen des Dreißigjährigen Kriegs ist in dem Urbarium von Kolbaz von 1700 festgehalten worden. Das darin erwähnte Gut Bohrin, das 1653 von dem Amtsrat Moritz Neubauer auf ungefähr 25 wüsten Bauerhufen angelegt worden war, dürfte der späteren Ortschaft Borin entsprechen.
Durch eine Feuersbrunst am 9. Juli 1792 ist der größte Teil des Dorfs, einschließlich der Kirche, des Pfarrhauses und der Schule zerstört worden.
Im Jahr 1856 wurde ein Schulhaus im Fachwerkhaus-Baustil neu errichtet. Der Dorflehrer zur damaligen Zeit war gleichzeitig Küster und Organist
der Kirche.
Im Jahr 1925 hatte Borin drei Wohnplätze:
- Borin
- Boriner Mühle
- Sandfeld

Im Jahr 1945 gehörte Borin zum Landkreis Greifenhagen im Regierungsbezirk Stettin der preußischen Provinz Pommern des Deutschen Reichs. Borin war Sitz des Amtsbezirks Borin.
Gegen Ende des Zweiten Weltkriegs wurde die Region von der Roten Armee besetzt. Nach Einstellung der Kampfhandlungen wurde Borin mit ganz Hinterpommern, jedoch ohne die militärischen Sperrgebiete, seitens der sowjetischen Besatzungsmacht der Volksrepublik Polen zur Verwaltung überlassen. Anschließend wanderten Polen zu. Borin wurde in „Borzym“ umbenannt. In der Folgezeit wurde die einheimische Bevölkerung von der polnischen Administration aus Borin vertrieben.

### Demographie
| Jahr | Einwohner | Anmerkungen |
| ---- | --------- | --- |
| 1782 | –         | 42 Feuerstellen (Haushaltungen) |
| 1818 | 325       | königl. Dorf und Wassermühle, mit Mutterkirche                                                                                             |
| 1852 | 489       | [ 12 ] |
| 1864 | 634       | am 3. Dezember, auf einer Gemarkungsfläche von 5638 Morgen in 71 Wohngebäuden                                                              |
| 1867 | 666       | am 3. Dezember |
| 1871 | 649       | am 1. Dezember, in 80 Wohngebäuden; sämtlich Evangelische                                                                                  |
| 1890 | 651       | sämtlich Evangelische |
| 1910 | 564       | am 1. Dezember |
| 1925 | 546       | darunter 538 Evangelische, vier Katholiken, ein Gemeindemitglied jüdischer Konfession und drei Einwohner unbekannten Glaubensbekenntnisses |
| 1933 | 519       | [ 18 ] |
| 1939 | 493       | [ 18 ] |

### Kirchspiel
Das evangelische Kirchspiel der Mutterkirche, zu dem als Filiale das Dorf Kronheide eingepfarrt war, gehörte früher zur Synode Kolbatz.
Das massive Kirchenschiff ist mit Feldsteinen erbaut, der mit Zinkblech verkleidete Turm, der im 19. Jahrhundert zwei Glocken beherbergte, auf seiner Spitze mit vergoldeter Kugel und Kreuz verziert. Die Kirche wurde 1858 mit einer Orgel versehen. 1862 wurde ein massives, vollständig unterkellertes Pfarrhaus neu errichtet.